# Heeresgruppe Herzog Albrecht
Die Heeresgruppe Herzog Albrecht war ein Großverband der Württembergischen Armee im Ersten Weltkrieg. Als Kommandobehörde des deutschen Heeres umfasste sie mehrere Armeen bzw. Armeeabteilungen.

## Aufstellung, Befehlsbereich
Die „Heeresgruppe Herzog Albrecht“ wurde im Rahmen der Neugliederung der Westfront und der Unterstellung der bis dahin unmittelbar von der Obersten Heeresleitung geführten Armeen unter Heeresgruppenkommandos am 1. März 1917 neu aufgestellt und umfasste den Südabschnitt der Westfront beginnend an der Nahtstelle zur Heeresgruppe Deutscher Kronprinz östlich von Verdun bis zur schweizerischen Grenze.

Heeresgruppe Herzog Albrecht, 1918

## Gliederung
Die Heeresgruppe umfasste folgende Einheiten (von Nord nach Süd):
- Armeeabteilung C (ab 12. April 1917 bis Februar 1918)
- 19. Armee (ab 4. Februar 1918)
- Armeeabteilung A
- Armeeabteilung B

## Kämpfe
Der Südabschnitt der Westfront zwischen Verdun und der schweizerischen Grenze galt nach der Erstarrung der Westfront im Stellungskrieg als Nebenkriegsschauplatz. Hier wurden im Wesentlichen nur Stellungskämpfe geringer Intensität geführt. Die hier eingesetzten Truppen (überwiegend  Ersatztruppen und Landwehrverbände) hatten im Allgemeinen eine geringe Kampfkraft.